# Niżniaja Sałda
Niżniaja Sałda (ros. Нижняя Салда) – miasto w Rosji, w obwodzie swierdłowskim.

## Geografia
Położone na wschodnich stokach Środkowego Uralu, nad brzegami Sałdy (prawym dopływem Tagiłu). 205 km na północ od Jekaterynburga i 54 km od Niżniego Tagiłu. W 2005 roku miasto liczyło 17,9 tys. mieszkańców. Prawa miejskie od 1938. Na zachodnich obrzeżach miasta – zagajnik limby syberyjskiej (ponad 500 drzew w wieku 100-320 lat).

## Historia
Osada na miejscu współczesnej Niżniej Sałdy powstała w 1760. Był to rok zakończenia budowy huty żelaza, należącej do Nikity Diemidowa.